# 又吉栄喜
又吉 栄喜（またよし えいき、1947年7月15日 - ）は日本の小説家。第114回芥川賞を受賞。

## 経歴
沖縄県浦添村（現・浦添市）出身。琉球大学法文学部史学科卒。
浦添市立図書館在職中の1980年、すばる文学賞を受賞、1996年に『豚の報い』で第114回芥川賞を受賞。
九州芸術祭文学賞、南日本文学賞、琉球新報短編小説賞、新沖縄文学賞選考委員。

## 受賞歴
- 1976年 「カーニバル闘牛大会」で第4回琉球新報短編小説賞受賞。
- 1978年 「ジョージが射殺した猪」で第8回九州芸術祭文学賞受賞。
- 1980年 「ギンネム屋敷」で第4回すばる文学賞受賞。
- 1996年 「豚の報い」で第114回芥川龍之介賞受賞

## 作品
- 『ギンネム屋敷』（集英社　1981年）
- 『パラシュート兵のプレゼント 短篇小説集』（海風社　1988年）
- 『豚の報い』（文藝春秋　1996年）のち文庫
- 『木登り豚』（カルチュア出版　1996年）
- 『果報は海から』（文藝春秋　1998年）
- 『波の上のマリア』（角川書店　1998年）
- 『海の微睡み』（光文社　2000年）のち文庫
- 『陸蟹たちの行進』（新潮社　2000年）
- 『人骨展示館』（文藝春秋　2002年）
- 『鯨岩』（光文社　2002年）のち文庫
- 『巡査の首』（講談社　2003年）
- 『夏休みの狩り』(光文社　2007年）
- 『呼び寄せる島』(光文社　2008年）
- 『漁師と歌姫』（潮出版社　2009年）
- 『時空超えた沖縄』（燦葉出版社　2015年）
- 『仏陀の小石』（コールサック社　2019年）
- 『松明綱引き (又吉栄喜小説コレクション) （コールサック社　2022年）

## 外国語への翻訳
- 2000年 - 英語： "Fortunes by the sea" (『果報は海から』), in Molasky Michael and Rabson Steve, eds. Southern Exposure: Modern Japanese Literature from Okinawa. Honolulu: University of Hawai'i Press　（翻訳者： David Fahy)
- 2006年 - フランス語： Histoire d'un squelette (『人骨展示間』), Arles: Philippe Picquier　（翻訳者：Patrick Honnoré)
- 2008年 - イタリア語：La punizione del maiale (『豚の報い』), Nuoro: Il Maestrale　（翻訳者：Luca Capponcelli と Costantino Pes)
- 2009年 - 英語： "The Carnival Bullfight" (『カーニバル闘牛大会』), posted on 14.10.2009 on the "Behold my Swarthy Face" blog  (翻訳者：Tom Kain）